# Teresa Chicaba
Teresa Chicaba, O.P. (řeholním jménem: Tereza Juliana od svatého Dominika; 1676 Guinea – 6. prosince 1748 Salamanca) byla guinejská otrokyně, řeholnice a dominikánka.

## Život
Hlavním zdrojem informací o jejím životě je zpráva jednoho z kněží, který vycházel z rozhovorů s ní a ze spisů, které se již nedochovaly. V devíti letech byla unesena a ze života před zotročením si pamatovala málo.
Narodila se na území zvaném La Mina Baja del Oro v západní Africe. Její rodné jméno bylo Chicaba, podle čehož lze usoudit, že pravděpodobně pocházela z kmene Ewe. Byla unesena španělskými námořníky a prodána do otroctví. Dostala se na ostrov São Tomé, kde byla pokřtěna jménem Tereza. Během dětství byla vyvezena do Španělska.
Chicabu koupila vévodkyně Juliana Teresa Portocarrero y Meneses, budoucí manželka markýze Antonia Sebastiána de Toledo Molina y Salazar, který byl ochráncem Juany Inés de la Cruz. Během pobytu v této aristokratické a zbožné rodině obdivovala jejich víru a začala rozvíjet svůj duchovní život.
Na přání markýzy, která zemřela v roce 1703, mohla svobodně vstoupit do dominikánského kláštera svaté Marie Magdalény v Salamance. Tento klášter připouštěl kromě komunity dominikánských řeholnic i přítomnost některých laiček, které se rozhodly zasvětit se životu v pokání a modlitbě, ale neskládaly řeholní sliby. Od markýzy dostala velké věno a očekávala, že bude přijata jako řeholnice. Místní biskup ji zpočátku odmítl a udělil jí pouze povolení pracovat v klášteře jako služebná. O několik let později se mohla stát terciářkou. Později se stala uznávanou léčitelkou a mohla složit řeholní sliby. 
Jako řeholní sestra se věnovala chudým a nemocným. Byla považována za světici a úcta k ní započala brzy po její smrti. Zemřela 6. prosince 1748.

## Proces svatořečení
Proces byl zahájen roku 1997 v diecézi Salamanca.